# Пщулкі-Ґурне
Пщулкі-Ґурне (пол. Pszczółki Górne) — село в Польщі, у гміні Ґрудуськ Цехановського повіту Мазовецького воєводства.
Населення — 98 осіб (2011).
У 1975-1998 роках село належало до Цехановського воєводства.

## Демографія
Демографічна структура станом на 31 березня 2011 року:
|          | Загалом | Допрацездатний вік | Працездатний вік | Постпрацездатний вік |
| -------- | ------- | ------------------ | ---------------- | -------------------- |
| Чоловіки | 46      | 7                  | 36               | 3                    |
| Жінки    | 52      | 17                 | 27               | 8                    |
| Разом    | 98      | 24                 | 63               | 11                   |